# Draba okamotoi
Draba okamotoi är en korsblommig växtart som beskrevs av Jisaburo Ohwi. Draba okamotoi ingår i släktet drabor, och familjen korsblommiga växter. Inga underarter finns listade i Catalogue of Life.